# Sven Riederer
Sven Riederer   (Bad Ragaz, 27 de març de 1981) és un triatleta suís.
Durant la seva carrera esportiva va prendre part en quatre edicions dels Jocs Olímpics d'Estiu, el 2004, 2008, 2012 i 2016. Als Jocs d'Atenes de 2004 va guanyar la medalla de bronze en la prova del triatló en finalitzar rere els neozelandesos Hamish Carter i Bevan Docherty. En les altres participacions destaca la vuitena posició als Jocs de Londres de 2012.
En el seu palmarès també destaca una medalla d'or i una de plata al Campionat del Món de triatló per relleus, el 2010 i 2011 respectivament, i dues de plata, el 2015, i una de bronze, el 2005, al Campionat d'Europa de triatló. També ha guanyat diverses curses de la Copa del món de triatló.